# Melidectes rufocrissalis
Melidectes rufocrissalis là một loài chim trong họ Meliphagidae.